# Alain Michel (historien)
Pour les articles homonymes, voir Alain Michel et Michel.
Alain Michel est un historien franco-israélien, né le 13 mai 1954 à Nancy, qui vit en Israël depuis 1985. Il est également rabbin du mouvement Massorti et dirige la maison d'édition Elkana, qu'il a créée en 2003. Il est spécialiste du scoutisme juif et a publié sur les Juifs dans la France de Vichy.
Son ouvrage Vichy et la Shoah : enquête sur le paradoxe français, contraire à l'historiographie, est critiqué par les spécialistes du régime de Vichy et de la Shoah.

## Biographie

### Jeunesse
Alain Michel est né à Nancy d'une famille juive d'Alsace-Lorraine. Son père, Paul, représentant de commerce, est issu d'une famille de bouchers juifs traditionnels. Sa mère, Yvonne Lévy, a grandi à Biesheim, un village au bord du Rhin près de Colmar. Il est le cadet de trois enfants. Sa sœur, Claudine, est musicienne et spécialiste de yoga. Son frère, Gérard, est un avocat qui a exercé près de 40 ans au barreau de Nancy.
Alain Michel fait ses études au Lycée Henri-Poincaré où il obtient le baccalauréat en 1972. Après s'être inscrit à la faculté de sciences (année où il a essentiellement milité à l'extrême gauche, dans le cadre des grèves contre la loi Debré), il entame des études d'architecture qu'il interrompt au bout de deux ans et demi pour étudier l'histoire.
Parallèlement, Alain Michel pratique le scoutisme au sein des Éclaireuses éclaireurs israélites de France (EEIF). De 1973 à 1976, il a dirigé le groupe local nancéien de ce mouvement. Il entre au Conseil d'administration de cette association en décembre 1975. Pendant l'année 1975-1976, il est également l'animateur culturel du Centre communautaire André Spire de la communauté juive.

### Carrière d'historien
En août 1976, Alain Michel s'installe à Paris où il a été appelé à travailler au centre national des EEIF. Pendant quatre années, il est responsable de la Branche perspective (15 à 17 ans), et s'implique également dans les publications, la formation et les relations avec le scoutisme français. Après avoir quitté son poste de permanent, il est membre de l'équipe nationale du mouvement jusqu'en 1985.
En octobre 1976, il entame à Paris-1 Panthéon-Sorbonne des études d'histoire. Après avoir obtenu la licence, il s'inscrit en 1980 dans le Centre de recherches d'histoire des mouvements sociaux et du syndicalisme dont le directeur est le professeur Antoine Prost qui a une forte influence sur sa formation d'historien et sa conception du métier.
En septembre 1982, Alain Michel soutient, devant le professeur Antoine Prost, une maîtrise sur Les Éclaireurs israélites de France pendant la Seconde Guerre mondiale, qui paraît en livre en 1984. Pour son travail, il s'appuie sur des archives des EEIF qui n'ont jamais été exploitées jusqu'alors. Il réalise également un certain nombre d'entretiens, utilisant les techniques d'histoire orale.
En 1985, il s'installe en Israël avec sa famille. Il devient directeur des activités du Centre Yaïr, à Jérusalem, dirigé par Manitou. Responsable du bureau francophone de l'École internationale pour l'enseignement de la Shoah à Yad Vashem, il dirige, en décembre 1987, le premier séminaire destiné à des enseignants francophones.
En décembre 1993, il soutient sa thèse d'histoire sur les EEIF, à la Sorbonne (Paris), devant les professeurs André Kaspi, Antoine Prost et Gérard Cholvy.
Entre 1990 et 1994, Alain Michel fait des études de rabbinat à l’Institut Shechter à Jérusalem.
Sur les traces du judaïsme disparu, il a également été guide en Pologne et formateur de guides. Il écrit également plusieurs ouvrages sur les Juifs de France sous le régime de Vichy.

## Vichy et la Shoah: enquête sur le paradoxe français
En 2012, il publie un livre sur le régime de Vichy : Vichy et la Shoah : enquête sur le paradoxe français, préfacé par Richard Prasquier,. Alain Michel affirme qu'en dépit de l'antisémitisme de Pétain et de ses lois sur le statut des Juifs, la politique de Laval face à l'occupant nazi aurait permis à des Juifs d'échapper à la déportation,. Il soutient que ce n’est pas Pétain mais Laval aidé par Bousquet qui ont sauvé des Juifs en France, renouant là avec les thèses de Robert Aron,.
L'ouvrage, note l'historien Jean-Marc Dreyfus, critique les travaux de Robert Paxton, Michael Marrus, André Kaspi « et surtout Serge Klarsfeld », abondamment cités, alors qu'il est lui-même quasiment dénué de recherches archivistiques. « Il est souvent légitime de s’attaquer à une « doxa » historienne. Encore faut-il l’identifier correctement et faire preuve d’un peu plus de précision », conclut Jean-Marc Dreyfus. 
La thèse d'Alain Michel apparaît en effet en contradiction avec l'historiographie contemporaine et les archives disponibles,,. On a en effet établi que si les Juifs d'origine étrangère ont été les premiers à être déportés, des Juifs de nationalité française l'ont également été dès l'été 1942, notamment lors de la rafle du Vél d'Hiv où plus de 4 000 enfants français ont été envoyés en déportation sur ordre de Vichy, sans qu'aucun n'y survive. De même, la Loi portant statut des Juifs du 3 octobre 1940 est annotée de la main même de Pétain, d'un texte visant à durcir le sort des Juifs même en zone libre.

En janvier 2021, l'historien Laurent Joly revient sur ces épisodes : 

« Ce n’est qu’en 2012 qu’un premier véritable essai de prise en charge scientifique de la thèse du « moindre mal » a vu le jour. Dans Vichy et la Shoah. Enquête sur le paradoxe français (CLD éditions), l’historien israélien Alain Michel fonde l’essentiel de son argumentation sur les justifications d’après-coup de Pétain, Laval, Bousquet, et affine les statistiques de la déportation raciale. Ses savants calculs l’amènent à conclure que seuls 8 % des Juifs français (parmi lesquels il ne compte pas les enfants d’étrangers nés en France et par conséquent, pour la plupart d’entre eux, faits français à titre définitif par la loi !) ont été déportés, et que donc Vichy a très largement protégé ces derniers. Naïvement, il confie au début de son livre avoir été ébranlé par sa rencontre avec le gendre de Laval, René de Chambrun ; et ne se cache pas de vouloir faire un sort à la « doxa » incarnée par Robert Paxton et Serge Klarsfeld. Le tout sans pratiquement la moindre recherche en archives ! Aucun chercheur digne de ce nom n’a pris au sérieux une démonstration aussi faible, et une prétention aussi mal fondée...). »

Pour l'historien Tal Bruttmann, Alain Michel est un faussaire qui disqualifie les documents ou manipule les faits.
L'ouvrage, qui selon Laurent Joly a « suscité la consternation des spécialistes », est utilisé par le polémiste puis homme politique d'extrême droite Éric Zemmour pour falsifier l'histoire.

## Publications
- Les Éclaireurs israélites de France pendant la Seconde Guerre mondiale : Action et évolution, Édition des E.I.F. Paris, 1984.  (ISBN 978-2950038005).
- L’Étoile et la francisque – Les institutions juives sous Vichy, avec Maurice Moch et Claire Darmon. Le Cerf, 1990. [recension sur persee.fr (page consultée le 6 novembre 2012)]  (ISBN 978-2204041386).
- Racines d'Israël - 1948, plongée dans 3000 ans d'histoire, Éditions Autrement, 1998 ; réédition 2003.  (ISBN 978-2746703605).
- Bobrek, un sous-camp d’Auschwitz, Yad Vashem, 2010.
- Vichy et la Shoah : Enquête sur le paradoxe français, CLD éditions, 2012.  (ISBN 978-2854435498).